# Acrocordita
La acrocordita es un mineral arseniato de la clase de los minerales fosfatos. Fue descubierta en 1922 en una mina en la provincia de Värmland (Suecia), siendo nombrada así del griego ακρόχορδον (verruga), en alusión a la apariencia de su forma de agregación. Sinónimos poco usados son: achrochordita, acrochordita o akrochordita.

## Características químicas
Es un arseniato hidroxilado e hidratado de manganeso. Además de los elementos de su fórmula, suele llevar como impureza magnesio, hasta el punto que antiguamente se consideraba parte de su fórmula química.
Es isoestructural con la guanacoíta (Cu2Mg3(OH)4(AsO4)2·4H2O).

## Formación y yacimientos
Se forma como mineral raro en yacimientos de hierro y manganeso en rocas metamórficas, también en un yacimiento de cinc estratificado metamórfico.
Suele encontrarse asociado a otros minerales como: pirocroíta, barita, hausmannita, eveíta, brandtita, sarquinita, clorofenicita o carbonita.